# Ronde van Italië 1996
| Eindklassement       |                        |              |
| Algemeen klassement  | Pavel Tonkov           | 105h 20' 23" |
| Tweede               | Enrico Zaina           | + 2' 43"     |
| Derde                | Abraham Olano          | + 2' 57"     |
| Vierde               | Pjotr Oegroemov        | + 3' 00"     |
| Vijfde               | Ivan Gotti             | + 3' 36"     |
| Zesde                | Davide Rebellin        | + 9' 15"     |
| Zevende              | Stefano Faustini       | + 10' 38"    |
| Achtste              | Aleksandr Sjefer       | + 11' 22"    |
| Negende              | Jean-Cyril Robin       | + 13' 04"    |
| Tiende               | Jevgeni Berzin         | + 14' 41"    |
| Rode Lantaarn        | Francisco Cerezo (98e) | + 3h 43' 20" |
| Puntenklassement     | Fabrizio Guidi         | 235 punten   |
| Tweede               | Giovanni Lombardi      | 130 punten   |
| Derde                | Enrico Zaina           | 120 punten   |
| Bergklassement       | Mariano Piccoli        | 69 punten    |
| Tweede               | Pavel Tonkov           | 37 punten    |
| Derde                | Ivan Gotti             | 36 punten    |
| Intergiro klassement | Fabrizio Guidi         | 59h 36' 45"  |
| Tweede               | Fabrizio Bontempi      | + 0' 15"     |
| Derde                | Mauro Bettin           | + 1' 37"     |
| Ploegenklassement    | Carrera                | 316h 40' 46" |
| Tweede               | Mapei-GB               | + 2' 33"     |
| Derde                | Gewiss                 | + 8' 21"     |

In 1996 ging de 79e Giro d'Italia op 18 mei van start in Athene. Hij eindigde op 9 juni in Milaan. Er stonden 162 renners verdeeld over 18 ploegen aan de start. Hij werd gewonnen door Pavel Tonkov.
Aantal ritten: 22

Totale afstand: 3990,0 km

Gemiddelde snelheid: 37,877 km/h

Aantal deelnemers: 162

## Belgische en Nederlandse prestaties
In totaal namen er 1 Belg en 3 Nederlanders deel aan de Giro van 1996.

### Belgische etappezeges
- In 1996 was er geen Belgische etappezege.

### Nederlandse etappezeges
- In 1996 was er geen Nederlandse etappezege.

## Etappe-uitslagen
| Datum                  | Etappe    | Parcours                          | Afstand | Eerste                      | Tweede                         | Derde                       | Klassementsleider       |
| ---------------------- | --------- | --------------------------------- | ------- | --------------------------- | ------------------------------ | --------------------------- | ----------------------- |
| 18 mei                 | etappe 1  | Athene - Athene                   | 170 km  | Silvio Martinello (Ita)     | Fabrizio Guidi (Ita)           | Stefano Zanini (Ita)        | Silvio Martinello (Ita) |
| 19 mei                 | etappe 2  | Elefsina - Nafpaktos              | 235 km  | Glenn Magnusson (Zwe)       | Stefano Zanini (Ita)           | Ángel Edo (Spa)             | Silvio Martinello (Ita) |
| 20 mei                 | etappe 3  | Messolongi - Ioannina             | 199 km  | Giovanni Lombardi (Ita)     | Stefano Zanini (Ita)           | Silvio Martinello (Ita)     | Stefano Zanini (Ita)    |
| 21 mei was een rustdag |           |                                   |         |                             |                                |                             |                         |
| 22 mei                 | etappe 4  | Ostuni - Ostuni                   | 147 km  | Mario Cipollini (Ita)       | Silvio Martinello (Ita)        | Fabrizio Guidi (Ita)        | Silvio Martinello (Ita) |
| 23 mei                 | etappe 5  | Metaponto - Crotone               | 196 km  | Ángel Edo (Spa)             | Massimo Strazzer (Ita)         | Silvio Martinello (Ita)     | Silvio Martinello (Ita) |
| 24 mei                 | etappe 6  | Crotone - Catanzaro               | 179 km  | Pascal Hervé (Fra)          | Roberto Petito (Ita)           | Francesco Casagrande (Ita)  | Pascal Hervé (Fra)      |
| 25 mei                 | etappe 7  | Amantea - Monte Sirino            | 164 km  | Davide Rebellin (Ita)       | Pavel Tonkov (Rus)             | Stefano Faustini (Ita)      | Davide Rebellin (Ita)   |
| 26 mei                 | etappe 8  | Polla - Napels                    | 135 km  | Mario Cipollini (Ita)       | Fabrizio Guidi (Ita)           | Giovanni Lombardi (Ita)     | Davide Rebellin (Ita)   |
| 27 mei                 | etappe 9  | Napels - Fiuggi                   | 184 km  | Enrico Zaina (Ita)          | Fabrizio Guidi (Ita)           | Zbigniew Spruch (Pol)       | Davide Rebellin (Ita)   |
| 28 mei                 | etappe 10 | Arezzo - Prato                    | 164 km  | Rodolfo Massi (Ita)         | Giorgio Furlan (Ita)           | Francesco Casagrande (Ita)  | Davide Rebellin (Ita)   |
| 29 mei                 | etappe 11 | Prato - Marina di Massa           | 130 km  | Mario Cipollini (Ita)       | Djamolidin Abdoesjaparov (Oez) | Silvio Martinello (Ita)     | Davide Rebellin (Ita)   |
| 30 mei                 | etappe 12 | Aulla - Loano                     | 195 km  | Fabiano Fontanelli (Ita)    | Gabriele Missaglia (Ita)       | Fabrizio Guidi (Ita)        | Davide Rebellin (Ita)   |
| 31 mei                 | etappe 13 | Loano - Pratonevoso               | 115 km  | Pavel Tonkov (Rus)          | Pjotr Oegroemov (Let)          | Enrico Zaina (Ita)          | Pavel Tonkov (Rus)      |
| 1 juni                 | etappe 14 | Santuario di Vicoforte - Briançon | 202 km  | Pascal Richard (Zwi)        | Claudio Chiappucci (Ita)       | Abraham Olano (Spa)         | Pavel Tonkov (Rus)      |
| 2 juni                 | etappe 15 | Briançon - Aosta                  | 235 km  | Gianni Bugno (Ita)          | Francesco Casagrande (Ita)     | Sergej Oeslamine (Rus)      | Pavel Tonkov (Rus)      |
| 3 juni                 | etappe 16 | Aosta - Lausanne                  | 180 km  | Oleksandr Hontsjenkov (Oek) | Heinz Imboden (Zwi)            | Felice Puttini (Zwi)        | Pavel Tonkov (Rus)      |
| 4 juni                 | etappe 17 | Lausanne - Biella                 | 236 km  | Nicolay Bo Larsen (Den)     | Laurent Roux (Fra)             | Sergio Barbero (Ita)        | Pavel Tonkov (Rus)      |
| 5 juni                 | etappe 18 | Meda - Vicenza                    | 216 km  | Mario Cipollini (Ita)       | Giovanni Lombardi (Ita)        | Zbigniew Spruch (Pol)       | Pavel Tonkov (Rus)      |
| 6 juni                 | etappe 19 | Vicenza - Marostica (tijdrit)     | 62 km   | Jevgeni Berzin (Rus)        | Abraham Olano (Spa)            | Oleksandr Hontsjenkov (Oek) | Pavel Tonkov (Rus)      |
| 7 juni                 | etappe 20 | Marostica - Passo Pordoi          | 220 km  | Enrico Zaina (Ita)          | Ivan Gotti (Ita)               | Gianni Bugno (Ita)          | Abraham Olano (Spa)     |
| 8 juni                 | etappe 21 | Cavalese - Aprica                 | 250 km  | Ivan Gotti (Ita)            | Pavel Tonkov (Rus)             | Pjotr Oegroemov (Let)       | Pavel Tonkov (Rus)      |
| 9 juni                 | etappe 22 | Sondrio - Milaan                  | 176 km  | Serhij Oetsjakov (Oek)      | Aleksej Sivakov (Rus)          | Andrej Teterioek (Kaz)      | Pavel Tonkov (Rus)      |